# Údolí Moravice
Údolí Moravice je přírodní památka v Moravskoslezském kraji v okrese Opava. Přírodní památka se nachází na katastrálních územích Žimrovic, Hradce nad Moravicí a Lesních Albrechtic, které jsou částí městyse Březová. Přírodní památka Údolí Moravice je zároveň součástí rozsáhlejší stejnojmenné evropsky významné lokality. Přírodní památka je v péči Krajského úřadu Moravskoslezského kraje.

## Předmět ochrany
Předmětem ochrany jsou druhy zvláště chráněných živočichů:
- přástevník kostivalový (Euplagia quadripunctaria) – motýl z čeledi přástevníkovitých
- střevlík hrbolatý (Carabus variolosus) – brouk z čeledi střevlíkovití
- vranka obecná (Cottus gobio) – paprskoploutvá ryba

Cílem ochranných opatření je zachování přirozeného druhového složení lesa. Těžba dřeva probíhá jen v minimální míře bez použití těžké mechanizace. Dřevní hmota je ponechávána v lokalitě. Probíhá likvidace invazivní křídlatky japonské (Reynoutria japonica).